# Naoczny świadek
Naoczny świadek (tytuł oryginalny Øyevitne) – norweski serial telewizyjny emitowany od 20 października do 24 listopada 2014 roku przez norweską stację publiczną NRK1. W Polsce serial emitowany był od 31 stycznia do 14 lutego 2016 roku na kanale 13 Ulica.

## Opis fabuły
Akcja serialu toczy się współcześnie w prowincjonalnej części wschodniej Norwegii. Dwaj nastolatkowie, Phillip i Henning, spotykają się potajemnie w lesie, gdzie stają się przypadkowymi świadkami zabójstwa członków gangu motocyklowego przez tajemniczego mężczyznę. Zaatakowani przez niego, chłopcy cudem uciekają, raniąc bandytę. Postanawiają jednak milczeć na temat zbrodni z obawy, że przy okazji wyjdzie na jaw rodzące się między nimi uczucie. Śledztwo w sprawie morderstw prowadzi lokalna policjantka, Helen Sikkeland. Z powodu braku postępów w śledztwie zostaje jej przydzielona pomoc policjantów z Oslo. Wśród nich jest poszukiwany zabójca, którym okazuje się oficer Ronny Berg Larssen. Stara się on nie dopuścić do odkrycia prawdy przez Helen i wszelkimi sposobami sabotuje pracę swoich kolegów.

## Główne role
- Axel Bøyum jako Philip
- Odin Waage jako Henning
- Anneke von der Lippe jako Helen Sikkeland
- Bjørn Skagestad jako Svend
- Yngvild Støen Grotmol jako Camilla
- Per Kjerstad jako Ronny Berg Larsen
- Fridtjov Såheim jako Runar
- Tobias Santelmann jako Lars
- Frank Kjosås jako Raymond
- Kim Sørensen jako Olle
- Espen Reboli Bjerke jako Geir Tangen
- Mariann Hole jako Siri
- Ingjerd Egeberg jako Elisabeth
- Reidar Sørensen jako President Sixers
- Yngve Berven jako André
- Bjørn Skagestad jako Svend
- Tobias Santelmann jako Lars
- Fridtjov Såheim jako Runar
- Anderz Eide jako Riseth
- Åsmund Brede Eike jako Christer
- Elyas Mohammed jako Kenneth
- Mahmut Suvakci jako Hamit Milonkovic
- Tone Beate Mostraum jako Guro
- Tehilla Blad jako Zana
- Frank Kjosås jako Raymond
- Duc Paul Mai-The jako Erik Tømte

## Nagrody
Anneke van der Lippe otrzymała w 2015 roku międzynarodową nagrodę Emmy dla najlepszej aktorki za rolę policjantki Helen Sikkeland.

## Adaptacja amerykańska
W 2016 roku na zlecenie amerykańskiej stacji telewizyjnej USA Networks powstała adaptacja serialu, zatytułowana Eyewitness.